# Barbara Margaret Trimble
Barbara Margaret Trimble (Holyhead, 15 febbraio 1921 – 1995) è stata una scrittrice britannica di romanzi gialli e rosa.

## Biografia
Nata il 15 febbraio 1921 a Holyhead, nel Galles nord-occidentale, dopo gli studi presso il Bon Sauveur Convent di Holyhead e il Redland College di Bristol, ha lavorato come insegnante e podologa prima di dedicarsi all'attività di scrittrice.
Nel corso della sua carriera ha utilizzato gli pseudonimi di Margaret Blake, B. M. Gill e Barbara Gilmour.
Vincitrice del premio Gold Dagger nel 1984 con il romanzo Il dodicesimo giurato, è morta nel 1995.

## Opere

### Come Margaret Blake
- Stranger at the Door (1967)
- Bright Sun, Dark Shadow (1968)
- The Rare and the Lovely (1969)
- The Elusive Exile (1971)
- Courier to Danger (1973)
- Flight from Fear (1973)
- La mela della discordia (Apple of Discord, 1975), Milano, Cino del Duca, 1976
- Walk Softly and Beware (1977)

### Come B. M. Gill

#### Romanzi singoli
- Target Westminster (1977)
- Death Drop (1979)
- The Twelfth Juror (1984)
- Nursery Crimes (1986)
- Sul filo del sogno (Dying to Meet You, 1988), Milano, Il Giallo Mondadori N. 2073, 1988
- Time and Time Again (1989)

#### Serie ispettore Maybridge Series
- Vittime dell'odio (Victims, 1980), Milano, Il Giallo Mondadori N. 2061, 1988
- Il dodicesimo giurato (The Twelfth Juror, 1984), Milano, Il Giallo Mondadori N. 2048, 1988
- Seminario con delitto (Seminar for Murder, 1985), Milano, Il Giallo Mondadori N. 1991, 1987

### Come Barbara Gilmour
- You Can't Stay Here (1968)
- Pattern of Loving (1969)
- Threads of Fate (1971)
- La soldatessa (Question the Wind, 1973), Milano, Cino del Duca, 1975

## Alcuni riconoscimenti
- Premio Edgar per il miglior romanzo: 1981 finalista con Death Drop
- Gold Dagger: 1984 vincitrice con Il dodicesimo giurato
- Premio Edgar per il miglior romanzo: 1985 finalista con Il dodicesimo giurato
- Premio Edgar per il miglior romanzo: 1988 finalista con Nursery Crimes